# Montoro Inferiore
Montoro Inferiore község (comune) Olaszország Campania régiójában, Avellino megyében.

## Fekvése
A megye déli részén fekszik. Határai: Bracigliano, Contrada, Fisciano, Forino, Mercato San Severino és Montoro Superiore.

## Története
A települést valószínűleg a longobárd időkben (8-9. század) alapították. A következő századokban nemesi birtok volt. A 19. században nyerte el önállóságát, amikor a Nápolyi Királyságban felszámolták a feudalizmust.

## Népessége
A népesség számának alakulása:

## Főbb látnivalói
- Castello (középkori vár romjai)
- Santa Maria di Costantinopoli-templom